# Cantone di Agon-Coutainville
Il Cantone di Agon-Coutainville è una divisione amministrativa dell'Arrondissement di Coutances e dell'Arrondissement di Saint-Lô.
È stato costituito a seguito della riforma approvata con decreto del 25 febbraio 2014, che ha avuto attuazione dopo le elezioni dipartimentali del 2015.

## Composizione
Comprende i 28 comuni di:
- Agon-Coutainville
- Anneville-sur-Mer
- Auxais
- Blainville-sur-Mer
- Boisroger
- Feugères
- Geffosses
- Gonfreville
- Gorges
- Gouville-sur-Mer
- Hauteville-la-Guichard
- Marchésieux
- Le Mesnilbus
- Montcuit
- Montsurvent
- Muneville-le-Bingard
- Nay
- Périers
- Raids
- La Ronde-Haye
- Saint-Aubin-du-Perron
- Saint-Germain-sur-Sèves
- Saint-Malo-de-la-Lande
- Saint-Martin-d'Aubigny
- Saint-Michel-de-la-Pierre
- Saint-Sauveur-Lendelin
- Saint-Sébastien-de-Raids
- Vaudrimesnil